# James Morrison (Seemann)
James Morrison (* 1760 in Stornoway; † Februar 1807 bei Rodrigues) war ein schottischer Seemann auf dem britischen Handelsschiff HMS Bounty, der nach der auf ihr begangenen Meuterei zum Tode verurteilt und begnadigt wurde.

## Leben

### Auf der Bounty

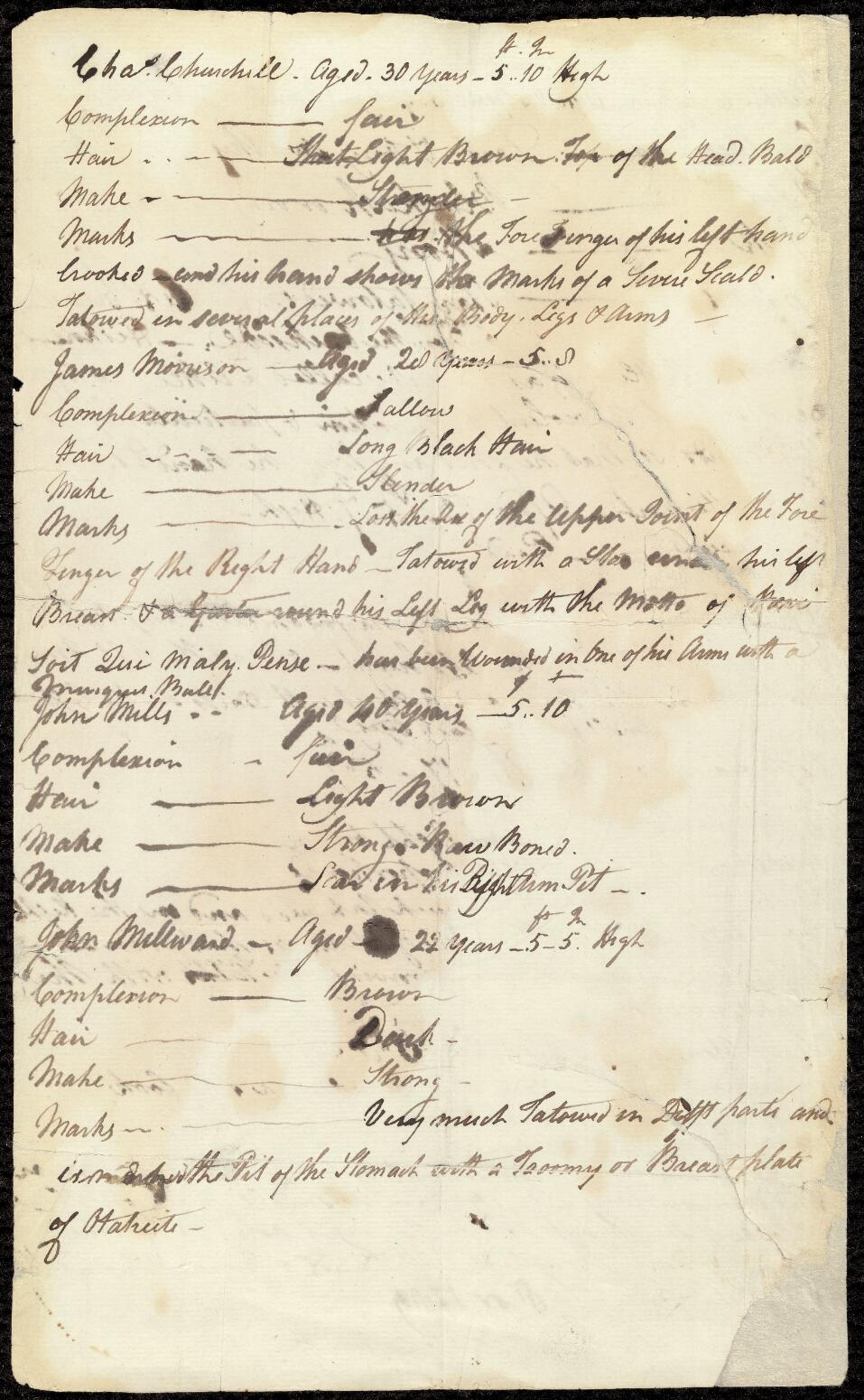
Eine Seite aus Blighs persönlichem Notizbuch mit seiner Beschreibung von Charles Churchill, James Morrison, John Mills und John Millward. National Library of Australia.

Morrison begann mit achtzehn seine seemännische Laufbahn in der Royal Navy und diente zuerst als Logbuchschreiber (Clerk) auf der HMS Suffolk. 1782 war er Fähnrich/Offiziersanwärter (Midshipman) auf der HMS Termagant, deren Kapitän später eine Charakterbeschreibung zu seiner Verteidigung vorlegte, hatte die Prüfung zum Leutnant aber wohl nie abgelegt. 1783 bestand er jene zum Kanonier (Master Gunner) und diente als solcher auf der HMS Hind.
Am 7. September 1787 schrieb sich Morrison in Deptford als Bootsmannsmaat (Boatswain’s Mate) im Alter von 27 Jahren in die Musterungsrolle der HMS Bounty unter Lt. William Bligh ein. Als Herkunftsort gab er London an, aber ursprünglich stammte er von der Insel Lewis and Harris der äußeren Hebriden. Warum er sich für einen Posten bewarb der in seiner Funktion einem Unteroffizier (Petty Officer) entsprach, obwohl er mit seiner Erfahrung und früheren Verwendung für eine Stelle entsprechend eines Offiziers (Warrant Officer) qualifiziert war, ist unbekannt. Auf dem Posten des Bootsmanns hatte sich wenige Tage zuvor bereits William Cole eingetragen. Die Mission der Bounty, die Brotfrucht von Tahiti nach Jamaika zu transportieren, begann am 23. Dezember 1787. 
Während der gesamten Fahrt und des fünfmonatigen Aufenthalts auf Tahiti ist Morrison in keiner nennenswerten Weise aufgefallen. In sein Aufgabenbereich fiel unter anderem die Durchführung verhängter Disziplinarstrafen, wie das Auspeitschen. Auf Blighs Befehl führte er insgesamt 217 Hiebe gegen zehn Seeleute aus, die im Logbuch vermerkt wurden. Auf Tahiti soll er nach Beobachtung von John Fryer neben George Stewart der einzige gewesen sein, der eine Beziehung zu einer einheimischen Frau geführt habe. Doch wurde dies von anderen auch dem Steuermannsmaat Fletcher Christian nachgesagt.
Am 27. April 1789 übernahm Morrison um zwanzig Uhr den Posten am Ruder des dienstunfähigen Rudergängers Peter Linklatter in der ersten Deckwache, auf dem er zu Mitternacht von John Norton von der zweiten Wache abgelöst wurde. Etwas mehr als fünf Stunden später wurde er in seiner Hängematte in den Mannschaftsquartieren unter dem Vordeck von Cole aus dem Schlaf gerissen, der ihm mitteilte, dass eine Meuterei angeführt von Fletcher Christian im Gange sei. Die Frage, ob er etwas darüber wisse, verneinte er. Über den unbewachten vorderen Aufstieg betrat er das Deck, das bereits von den Meuterern kontrolliert wurde. Der gefesselte Bligh wurde auf dem Achterdeck festgehalten und das kleinere Beiboot wurde gerade zur Wasserung klargemacht. Nach Aufforderung Coles beteiligte sich Morrison daran, bis Christian die Absicht verkündete, alle Offiziere in dem Beiboot aussetzen zu wollen. Auf das Insistieren Coles, wonach das Beiboot dafür zu klein sei, ordnete Christian schließlich die Klarmachung der größeren Barkasse an. Auch an deren Räumung beteiligte sich Morrison. Dabei wurde er von Steuermann Fryer, der gerade von Matthew Quintal wieder unter Deck geleitet wurde, angesprochen. Fryer beabsichtigte eine Rückeroberung des Schiffes und suchte um Unterstützer. Nach eigener Aussage habe Morrison ihm resignierend geantwortet, dass es dafür jetzt zu spät sei („I told him I fear’d it was then too late“), doch habe er ihm seine Unterstützung zugesagt. Doch weder Fryer noch ein anderer der von den bewaffneten Meuterern in Schach gehaltenen Offiziere konnten einen Widerstand organisieren, bis sie nacheinander in die abgefierte Barkasse gezwungen wurden. Christian beabsichtigte die Aussetzung der Offiziere, weil sie alle loyal zu Bligh standen und deshalb von ihnen der stärkste Widerstand zu erwarten war. Aber nicht alle loyal gebliebene Seeleute konnten in die bereits überlastete Barkasse einsteigen. Neben Morrison mussten der Büchsenmeister Joseph Coleman, der Zimmermannsgehilfe Thomas McIntosh, der Zimmermannsmaat Charles Norman, der Violinist Michael Byrne und die beiden Fähnriche Peter Heywood und George Stewart an Bord zurückbleiben.
Bereits auf seiner Fahrt nach Kupang hatte Bligh eine Liste mit allen fünfundzwanzig Seeleuten erstellt, die auf der Bounty zurückgebliebenen waren. Er betrachtete sie alle als Meuterer („Pirates“), mit Ausnahme jener, die ihm ihre Loyalität zu erkennen geben konnten. Morrison gehörte nicht zu ihnen, was sich fatal für seine spätere Verteidigung auswirken sollte. Von Bligh wurde er folgend beschrieben: Jas. Morrison, 28 Jahre alt, Bootsmannsmaat, 5 Fuß und 8 Zoll hoch, blasser Teint, langes schwarzes Haar, schlank gebaut; hat das Endglied seines Zeigefingers der rechten Hand verloren; tätowiert mit einem Stern unter der linken Brust und einem Band um das linke Bein mit dem Motto Honi soit qui mal y pense; trägt an einem seiner Arme die Wunde einer Musketenkugel.

### Auf Tahiti
Nach dem gescheiterten Siedlungsversuch auf Tubuai, gehörte Morrison zu jenen sechzehn Seeleuten die bei der Rückkehr nach Tahiti am 22. September 1789 von Bord gegangen waren und nach der Abfahrt der Bounty am Abend desselben Tages mit ihnen hier zurückgeblieben ist. Von Pointe Vénus aus sah er das Schiff das letzte Mal in den Mittagsstunden des 23. September in Richtung Nord-Nordwest segelnd. Nach seiner Einschätzung war die Abfahrt für die Zurückgebliebenen überraschend erfolgt. Zwar hatte Christian seine Absicht zur Suche nach einer unbewohnten Insel dargelegt, doch habe er noch für mehrere Tage vor Tahiti ankern wollen. Durch den überraschenden Aufbruch scheint er eine Aufteilung der auf dem Schiff befindlichen Gebrauchsgegenstände und Vorräte mit jenen auf Tahiti verbleibenden Seeleuten zu verhindern beabsichtigt haben.
Die Zurückgebliebenen fanden Aufnahme bei den Einwohnern der Matavai-Bucht, mit denen sie schon bei ihrem fünfmonatigen Aufenthalt mit Bligh freundschaftliche Beziehungen aufgenommen hatten. Morrison wurde ein Freund (Taio) des Häuptlings (Ariʻi) Poeno des Distrikts Haapape (heute Mahina), der auch über die Bucht gebot. Zusammen mit McIntosh und John Millward begann er im November 1789 mit dem Bau eines Schoners, mit zwei Masten, einem Kiel von 30 Fuß, einem Deck von 35 Fuß und einem Hauptspant von 9 Fuß und 6 Zoll. Ihre Absicht war auf eigene Faust Batavia zu erreichen, um von dort aus eine Passage nach England zu nehmen. In den folgenden Wochen weihten sie auch die anderen Kameraden in ihr Vorhaben ein und Unterstützung erhielten sie von den Häuptlingen der Bucht. Zu ihnen gesellte sich außerdem der Seemann John Brown, der im vergangenen August vom Kapitän der Mercury auf Tahiti ausgesetzt wurden war, als die Bounty-Seeleute sich gerade auf Tubuai befanden. Die hatten im April 1790 zwei Verluste hinnehmen müssen, als Charles Churchill zuerst von Matthew Thompson im Streit erschossen und der darauf von den tahitianischen Freunden des Opfers erschlagen wurde.
Der Traditionslinie von James Cook folgend, pflegten die Seeleute der Bounty zum mächtigsten Häuptling der Matavairegion Tu (auch „Otoo“, „Matte“ und „Tynah“ genannt, später bekannt als Pomaré I.) freundschaftliche Beziehungen. Dieser herrschte über die Distrikte Pare und Arue (zusammen Oparee, heute Papeete, Pirae und Arue) und beanspruchte gegenüber den anderen Häuptlingen von Tahiti eine Oberherrschaft als ihr Oberhäuptling/König (Ariʻi rahi). Dieser Anspruch blieb nicht unangefochten und im September 1790 erklärten die Häuptlinge von Attahooroo (heute Punaauia und Paea) und Tettahah (heute Faa’a) ihm den Krieg. Als Gegenleistung für die Unterstützung bei ihrem Schiffsbau, verstärkten die Seeleute das Heer von Tu und verliehen ihm dank ihrer Musketen eine überlegene Feuerkraft. Nach verlustreichen Kämpfen waren die feindlichen Häuptlinge zur Kapitulation gezwungen, worauf sie Tu als ihren Souverän anerkennen mussten. Am 13. Februar 1791 war Morrison ein Augenzeuge der Investitur des jüngeren Tu (Pomaré II.) zum König (Ariʻi rahi), dem dazu der geheiligte Gürtel mit roten, schwarzen und gelben Federn (maro ʻura) angelegt wurde, der zuvor vom unterlegenen Häuptling von Attahooroo getragen wurde. Der ältere Tu amtierte formell nur als Regent für seinen Sohn, da nach der tahitianischen Sitte die Würde des Familienoberhauptes immer auf das erste Kind fiel, dem die Vorväter zurückstanden. Die mehrtägige Zeremonie wurde in einem eigens neu errichteten Heiligtum (Marae) des Kriegsgottes Oro im Distrikt Oparee abgehalten, die auch die Erbringung von Menschenopfern beinhaltete, wofür dreißig Krieger der im Krieg unterlegenen Distrikte getötet wurden.
Am 13. März 1791 wurden Morrison, McIntosh, Millward und Henry Hillbrant vom jüngeren Tu festlich verabschiedet und am Morgen des folgenden Tages gingen sie mit ihrem Schoner in See. Der Küste entgegen dem Uhrzeigersinn entlangfahrend, nahmen sie in Oparee Norman, Byrn und Ellison auf. Am 23. März ankerten sie vor Attahooroo um Burkett, Sumner, Muspratt und Brown aufzunehmen, doch erfuhren sie hier von der Ankunft der Pandora am selben Tag in der Matavai-Bucht. Byrn und Brown zurücklassend setzte die Gruppe übereilt Segel, doch widrige Winde zwangen sie an die Küste von Papara zurück, wo sich die Gruppe trennte. Mit Norman und Ellison blieb Morrison am Schoner zurück, während die anderen landeinwärts in die Berge flohen. Nachdem sich Einheimische ihres Schoners bemächtigt hatten und auch der inzwischen für Kapitän Edward Edwards arbeitende Seemann Brown sie aufgespürt hatte, ergaben sich die drei am 29. März der von Leutnant Corner angeführten Marineinfanterietruppe. 
Auf der Pandora wurden alle vierzehn Bounty-Seeleute von Kapitän Edwards wie Meuterer behandelt und an Händen und Füßen in Ketten gelegt in eine an Deck aufgebaute Käfigvorrichtung gesperrt, die später als „Pandora’s Box“ bekannt wurde. Ihr Schoner wurde auf den Namen Matavai getauft und sollte der Pandora als Tender dienen. Die Flottille nahm am 8. Mai die Fahrt nach England auf. Bei den Chathaminseln verlor die Pandora den Kontakt zum Schoner. Morrison gehörte zu den zehn Gefangenen, die den Untergang der Pandora nach deren Auflaufen auf das Great Barrier Reef am Eingang der Torres-Straße am 29. August überlebten. Der Bootsmannsmaat der Pandora hatte ihr Gefängnis geöffnet obwohl Capt. Edwards das untersagt hatte. Auf den Beibooten der Pandora erreichten die Überlebenden am 30. Oktober Samarang, wo sie wieder auf den verloren geglaubten Schoner trafen, der diesen Hafen sechs Wochen zuvor erreicht hatte. Auf einem niederländischen Schiff erreichten sie am 18. März 1792 die Tafelbucht, wo sie auf die HMS Gorgon umstiegen, auf der sie am 19. Juni in den Spithead vor Portsmouth zurückkehrten.

### Verteidigung
Am 21. Juni 1792 wurden die Gefangenen auf die im Hafen ankernde Hector überstellt. Auf der nebst ihr liegenden Duke wurde am 12. September unter dem Vorsitz von Admiral Hood ein Seegericht einberufen, vor dem sie sich zu verantworten hatten. Die Anklage lautete meuterisches Davonlaufen auf dem Schiff Bounty und Desertieren aus dem Dienst seiner Majestät.
Unter den Zeugen der Anklage besaß Morrison mit dem Steuermann Fryer, dem Bootsmann Cole und dem Zimmermann William Purcell drei wichtige Stimmen zu seiner Verteidigung, die ihn ausdrücklich nicht als einen der Meuterer identifizierten und ihn auch nicht unter den Bewaffneten gesehen haben. Allerdings trat mit Fähnrich John Hallett auch ein Belastungszeuge auf, der ihn mit einer Muskete in den Händen an der Heckreling stehend gesehen haben will. Gegen Morrison, wie auch gegen Peter Heywood, stand eine mangelnde Unterstützung für ihren Kapitän im Raum, was allein schon ein Grund für einen Schuldspruch rechtfertigte. Morrison warf dagegen ein, dass mit Ausnahme von Fryer keiner der anderen Offiziere einen Willen zur Rettung des Schiffs zu erkennen gab und diese dafür nicht angeklagt wurden, weil sie das Glück hatten zuerst in die Barkasse genötigt worden zu sein, bis diese für weitere Insassen überlastet war. Fatal wirkte sich für Morrison letztlich aus, dass er lediglich gegenüber Fryer und Cole seine Loyalität zu erkennen gegeben hatte, nicht aber gegenüber Bligh. Diejenigen die das taten (Coleman, McIntosh, Norman, Byrn) wurden von jeder Schuld freigesprochen. Am 18. September 1792 wurde Morrison schuldig gesprochen und zum Tod durch Erhängen verurteilt. Doch sprach das Gericht für ihn wie auch für Peter Heywood eine Empfehlung für eine königliche Begnadigung aus.
Morrison hatte sein Schicksal nicht allein in das Vertrauen auf ein mildes Gericht gelegt. Noch in seiner Haft auf der Hector hatte er ein Memorandum in Würdigung der Bounty und ihrer Besatzung verfasst, in dem er vor allem Bligh eine miserable Menschenkenntnis und Schiffsführung attestierte, durch die er einen eigenen Anteil an der Verschlechterung der Stimmung an Bord beitrug, die schließlich in einer Meuterei mündete. Damit war Morrison der erste, der eine kritische Gegendarstellung zu Blighs Narrativ darlegte, dass dieser nur wenige Monate vor dem Prozess öffentlichkeitswirksam publiziert und sich darin im besten Licht präsentiert hatte. Zugleich kündigte Morrison an, einen eigenen Erlebnisbericht über seine Reise auf der Bounty veröffentlichen zu wollen. Im Gefängnisseelsorger hatte er einen Gleichgesinnten gefunden, der das Memorandum in der Admiralität kursieren ließ und auch an Sir Joseph Banks reichte, dem Initiator der Brotfruchtmission.
Am 26. Oktober 1792 wurde über Morrison die Begnadigung ausgesprochen. Am 29. Oktober gab er den verurteilten Burkett, Millward und Ellison ein letztes Geleit zu deren Hinrichtung auf der HMS Brunswick. 

### Tod
Morrison konnte in den aktiven Dienst zurückkehren. Als Kanonier auf der HMS Blenheim ging er mit dieser im Februar 1807 bei Rodrigues östlich von Madagaskar im Sturm unter.

## Erlebnisbericht
Noch während seiner Haft in der Hector und darüber hinaus hatte Morrison tatsächlich einen umfangreichen Erlebnisbericht verfasst, den er in zwei Teile gliederte. Im ersten Teil legte er sein Augenmerk auf seine Erlebnisse auf der Bounty, deren Missmanagement unter Blighs Führung, dessen kaum vorhandener Menschenkenntnis, dem Ablauf der Meuterei und den mangelnden Widerstand seitens der Offiziere gegen sie. Damit reihte er sich neben Peter Heywood und Edward Christian unter die gewichtigsten Kritiker Blighs ein. Im zweiten Teil widmete er sich seiner ethnografischen Beobachtungen in der pazifischen Südsee, die zu den ausführlichsten Beschreibungen der polynesischen Kultur und der politischen Verhältnisse auf Tubuai und besonders auf Tahiti in der vorchristlichen Zeit zählen. Abgeschlossen wird sein Werk durch seine Erlebnisse auf der Pandora und deren Untergangs. Hier tritt er besonders als Kritiker von Kapitän Edwards auf, dem er ein menschenverachtendes Gebaren gegenüber den Bounty-Seemännern vorwarf und ein für einen britischen Offizier ehrloses Verhalten attestierte.
Entgegen seiner Ankündigung hatte Morrison sein Journal zu seinen Lebzeiten nicht veröffentlicht. Es bleibt daher spekulativ, ob dies eine Bedingung für die ihm gewährte Begnadigung war. Die britische Marine genoss im späten 18. Jahrhundert besonders unter einfachen Seeleuten keinen guten Ruf und war wiederholt mit Meutereien konfrontiert (z. B. Meutereien von Spithead und Nore). Dennoch bekam es noch Bligh zu lesen, der darauf einen kurzen Widerruf verfasste.
Noch vor seinem Tod hatte Morrison sein Journal an Peter Heywood übergeben, der es an sein tahitianisches Wörterbuch band. Mit dem Rest von Heywoods schriftlichem Nachlass kam es nach dessen Tod 1831 in den Besitz dessen Stieftochter Lady Diana J. Belcher, die für ihr eigenes 1870 veröffentlichtes Werk über die Bounty-Meuterer und deren Nachkommen erstmals Auszüge aus Morrisons Erzählung verwendete. Lady Belcher vermachte das Originalmanuskript dem Reverend A. G. L’Estrange, der es kurz vor seinem eigenen Tod während des Ersten Weltkrieges der Staatsbibliothek von New South Wales („Mitchell Library“) zu Sydney vermachte, wo es bis heute aufbewahrt wird. Inzwischen liegen drei Gesamtveröffentlichungen vor.
- Diana J. Belcher, The Mutineers of the Bounty and their descendants in Pitcairn and Norfolk Islands. London 1870.
- Owen Rutter, The Journal of James Morrison, Boatswain’s Mate of the Bounty describing the Mutiny and subsequent Misfortunes of the Mutineers together with an account of the Island of Tahiti with an introduction by Owen Rutter. London 1935.
- Donald A. Maxton, After the Bounty: A Sailor’s Account of the Mutiny, and Life in the South Seas. University of Nebraska Press 2010.
- Vanessa Smith, Nicholas Thomas, Mutiny and Aftermath: James Morrison’s Account of the Mutiny on the Bounty and the Island of Tahiti. University of Hawaiʻi Press 2013.

## Fiktionale Darstellung
- Meuterei auf der Bounty (1935), dargestellt von Wallis Clark.
- Meuterei auf der Bounty (1962), dargestellt von Keith McConnell.